# Troisfontaines
Troisfontaines (Duits: Dreibrunnen) is een gemeente in het Franse departement Moselle in de regio Grand Est. Troisfontaines telde op 1 januari 2022 1.259 inwoners.

## Geschiedenis
In 1790 werd de gemeente ingedeeld bij het departement Meurthe. Bij de Vrede van Frankfurt stond Frankrijk het gebied in 1871 af aan het Duitse Keizerrijk en werd het onderdeel van de Kreis Saarburg en het Bezirk Lotharingen onder de naam Dreibrunnen.
Toen na de Eerste Wereldoorlog het gebied weer Frans werd bleven de departementsgrenzen zoals ze waren na 1871 en werd het district opgenomen als het nieuwe departement Moselle.
De in 1871 opgeheven kantons en arrondissementen werden hersteld en Troisfontaines werd weer onderdeel van het kanton Sarrebourg en het gelijknamige arrondissement.
Het arrondissement Sarrebourg fuseerde op 1 januari 2015 met het arrondissement Château-Salins tot het arrondissement Sarrebourg-Château-Salins. Op 22 maart 2015 werd de gemeente overheveld van het kanton Sarrebourg naar het kanton Phalsbourg.

## Geografie
De oppervlakte van Troisfontaines bedroeg op 1 januari 2022 12,85 vierkante kilometer; de bevolkingsdichtheid was toen 98 inwoners per km².

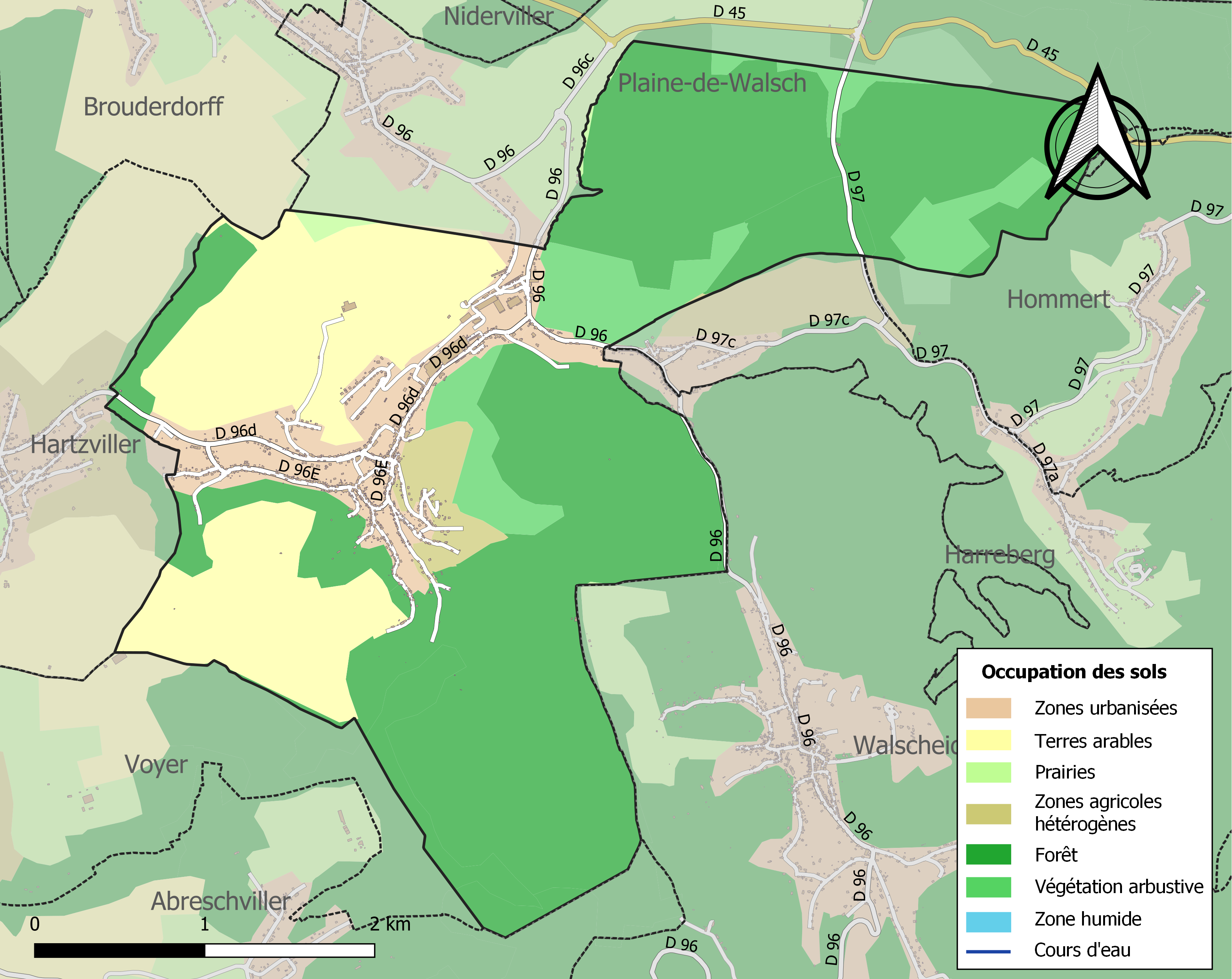
Kaart van de gemeente met de belangrijkste infrastructuur, bodemgebruik en omliggende gemeenten

## Demografie
Onderstaande figuur toont het verloop van het inwonertal (bron: INSEE-tellingen).

Abreschviller · Arzviller · Aspach · Barchain · Berling · Bourscheid · Brouderdorff · Brouviller · Dabo · Danne-et-Quatre-Vents · Dannelbourg · Fraquelfing · Garrebourg · Guntzviller · Hangviller · Harreberg · Hartzviller · Haselbourg · Hattigny · Héming · Henridorff · Hérange · Hermelange · Hesse · Hommert · Hultehouse · Lafrimbolle · Landange · Laneuveville-lès-Lorquin · Lixheim · Lorquin · Lutzelbourg · Métairies-Saint-Quirin · Metting · Mittelbronn · Neufmoulins · Niderhoff · Niderviller · Nitting · Phalsbourg · Plaine-de-Walsch · Saint-Jean-Kourtzerode · Saint-Louis · Saint-Quirin · Schneckenbusch · Troisfontaines · Turquestein-Blancrupt · Vasperviller · Vescheim · Vilsberg · Voyer · Walscheid · Waltembourg · Wintersbourg · Xouaxange · Zilling